# 絶対!ふるさと主義
絶対!ふるさと主義（ぜったいふるさとしゅぎ）は、2002年5月10日から2009年12月20日までNHKBS2で放送されたテレビ番組である。NHKとCATVの共同制作である。

## 概要
『おーい、ニッポン』より小回りがきいた地域密着型番組である。地域のイベントなどを軸にテーマを設定し、地域の一日を生放送で伝える。

## 放送時間
- 日曜 13:00 - 17:00（2002年度）
- 日曜 13:30 - 17:00（2003年度）
- 土曜 13:30 - 16:30、日曜 13:00 - 16:00（2004年度）
- 土曜 13:30 - 17:00、日曜 13:00 - 17:00（2005年度）
- 日曜 13:00 - 15:00（2006 - 2009年度）

## 放送リスト
| 放送日         | サブタイトル                                               |
| -------------- | ---------------------------------------------------------- |
| 2002年5月10日  | 祭りだ!合戦だ!米沢歴史ロマン                               |
| 2002年6月16日  | たっぷり東北 温泉王国                                      |
| 2002年9月23日  | 秋やさい・まるごと収穫祭 富山県福岡町 つくりもんまつり     |
| 2002年9月29日  | クイズで踏破 紀伊半島巡礼の道                              |
| 2002年11月4日  | うどんで勝負 さぬき東西南北                                |
| 2002年12月15日 | 全部見せます!宮本武蔵                                      |
| 2002年12月22日 | たっぷり山梨“甲斐の自慢”大集合                             |
| 2003年5月3日   | 火と土と人と 佐賀のやきもの大集合                          |
| 2003年6月7日   | 究極のさぬきうどんスペシャル                               |
| 2003年8月30日  | 夏・北上川 全部見せます!249キロの旅                        |
| 2003年9月23日  | 長崎さかなづくし                                           |
| 2004年2月8日   | えひめ みかん王国                                          |
| 2004年2月14日  | 冬の加賀・能登 ここに美味あり!                             |
| 2004年6月6日   | 福岡県の宝・三つの海 玄界灘・有明海・周防灘                |
| 2004年8月29日  | 温泉パラダイス大分                                         |
| 2004年10月17日 | 芭蕉だ!忍者だ!五感で味わう伊賀の町                         |
| 2005年2月11日  | やまがた!日本酒の里めぐり                                  |
| 2005年2月27日  | 冬のSAGA 演歌ツアー                                        |
| 2005年6月5日   | ビバ!食の王国 大阪が生んだうまいもん探検                   |
| 2005年8月14日  | HEROいっぱい関門海峡                                       |
| 2005年8月28日  | 山、川、海、のスポーツ大国!徳島!                           |
| 2006年4月30日  | 高知の城下へ来てみいや                                     |
| 2006年9月3日   | 体感☆いわて 宮沢賢治が愛した理想郷                         |
| 2006年10月29日 | ぐるっとびわ湖 秋の湖畔は“三方よし”                        |
| 2006年11月5日  | 信州そば大全 見て食べて打って満喫!                         |
| 2006年12月10日 | 冬のとっとりはカニづくし!                                  |
| 2007年4月28日  | ようこそ!心かがやく☆聖地高野山                             |
| 2007年8月25日  | さぬき名物“味なご家族”大集合                               |
| 2007年10月14日 | 家康が愛した静岡 駿府城入城から400年（トコちゃんねる静岡） |
| 2007年12月9日  | 健康長寿!ふくいで元気!                                     |
| 2008年2月17日  | いわて・遠野 民話の里はぬくもりいっぱい                    |
| 2008年6月15日  | 人情ふるさと さぬき麺紀行                                  |
| 2008年10月19日 | 満喫!直江兼続の城下町 米沢                                 |
| 2008年11月30日 | 近江国盗りクイズ!カースルでござる 滋賀県                   |
| 2008年12月6日  | 信州 あこがれの秘湯めぐり                                  |
| 2008年12月14日 | 決定版!佐賀やきもの自慢                                    |
| 2009年2月15日  | これであなたも水戸黄門通!                                  |
| 2009年7月5日   | 開港150周年記念・探検 横浜ワンダーランド                   |
| 2009年10月4日  | 水の都OSAKA再発見（J:COM大阪・J:COM大阪セントラル）        |
| 2009年11月14日 | 秋の陣!おかずバトルＩＮ新潟                                |
| 2009年12月13日 | おおいた 温泉で元気になろう!                               |
| 2009年12月20日 | 静岡 なるほど東海道                                        |

## 関連番組
- おーい、ニッポン